# Њуфаундлендски пас
| Новофаундлендски пас |
| Neufundländer        |
| Terre-neuve          |

| ФЦИ: | Група 2 Секција 2 #50 |

 Њуфаундлендски пас је врста радног пса који потиче из Њуфаундленда (Newfoundland) (Канада). 

## Историја
Постоје различита мишљења у вези поријекла ове расе паса. Једни сматрају да је њуфаундлендски пас потомак великих паса, које су довели Викинзи 1001. године. Други сматрају, да је потомак паса, које су португалски рибари довели из Европе. Негдје током 16. вијека, раса је била већ установљена са својим посебним психо-физичким карактеристикама. Рибари из Европе, који су долазили током 19. вијека у тај дио Канаде, описали су посебно два локална радна пса: један велик, масивног тијела, дуге длаке, други мањи. лакши, кратке длаке. Већи, тежи, био је њуфаундлендски пас; други, лакши, био је лабрадорски доношач или (лабрадор ретривер) (енг: Labrador Retriever). Њуфаундлендског пса су употребљавали као радног пса, за вучу рибарских мрежа, спашавање из воде и сл.

## Спољашњост
Велик и изузетно снажан пас, широких прси и равног трбуха, велике главе са квадратном њушком. Има мале тамносмеђе очи. Уши леже преко главе. Има дебелу, равну, густу, масну и непромочиву длаку, која може бити црне, бронзане или бијеле боје са црним површинама. Има велики, дебео и космат реп који је уздигнут када трчи. 
Највећи њуфаундлендски пас био је 120 kg тежак.

## Темперамент
Одличног темперамента, изузетно благ, добродушан, стрпљив, храбар, послушан пас. Привржен породици посебно деци, одан пријатељ.
Има дубоки лавеж, лако се обучава, тако да може да буде добар чувар. Укратко, то је њежни и благи див.
Добро подноси хладноћу и може да спава на отвореном. Због велике и густе длаке теже подноси високе температуре. Воли отворен простор и воду гдје може да плива. 
Али због благе нарави, прилагоди се и на другачије услове.

## Здравље
Од неколико здравствених проблема који се појављују, дисплазија кукова је најакутнија. Поред тога појављују се проблеми срца, срчаних залисака, те мокраћни камен. Има релативно кратак животни вијек.

## Спашавање из воде
Посебност њуфаундлендског пса је његов нагон ка спашавању људи из воде. Ана Харви 
(енг: Ann Harvey) и њен отац, заједно са њиховим њуфаундлендским псом, спасили су преко 180 ирских имиграната – који су доживјели бродолом.. Има доста примјера спашавања људи из воде из разних крајева. 
Неименовани њуфаундлендски пас спасио је и Наполеона Бонапарту 1815. године, за вријеме његовог бијега са острва Елбе. Када је пао у воду узбурканог мора, пас је скочио у воду и помогао Наполеону да се одржи на површини, док се није коначно извукао из воде.